# James Paxton
James Alston Paxton (Delta, 6 novembre 1988) è un giocatore di baseball canadese, lanciatore per i Los Angeles Dodgers della Major League Baseball.

## Carriera

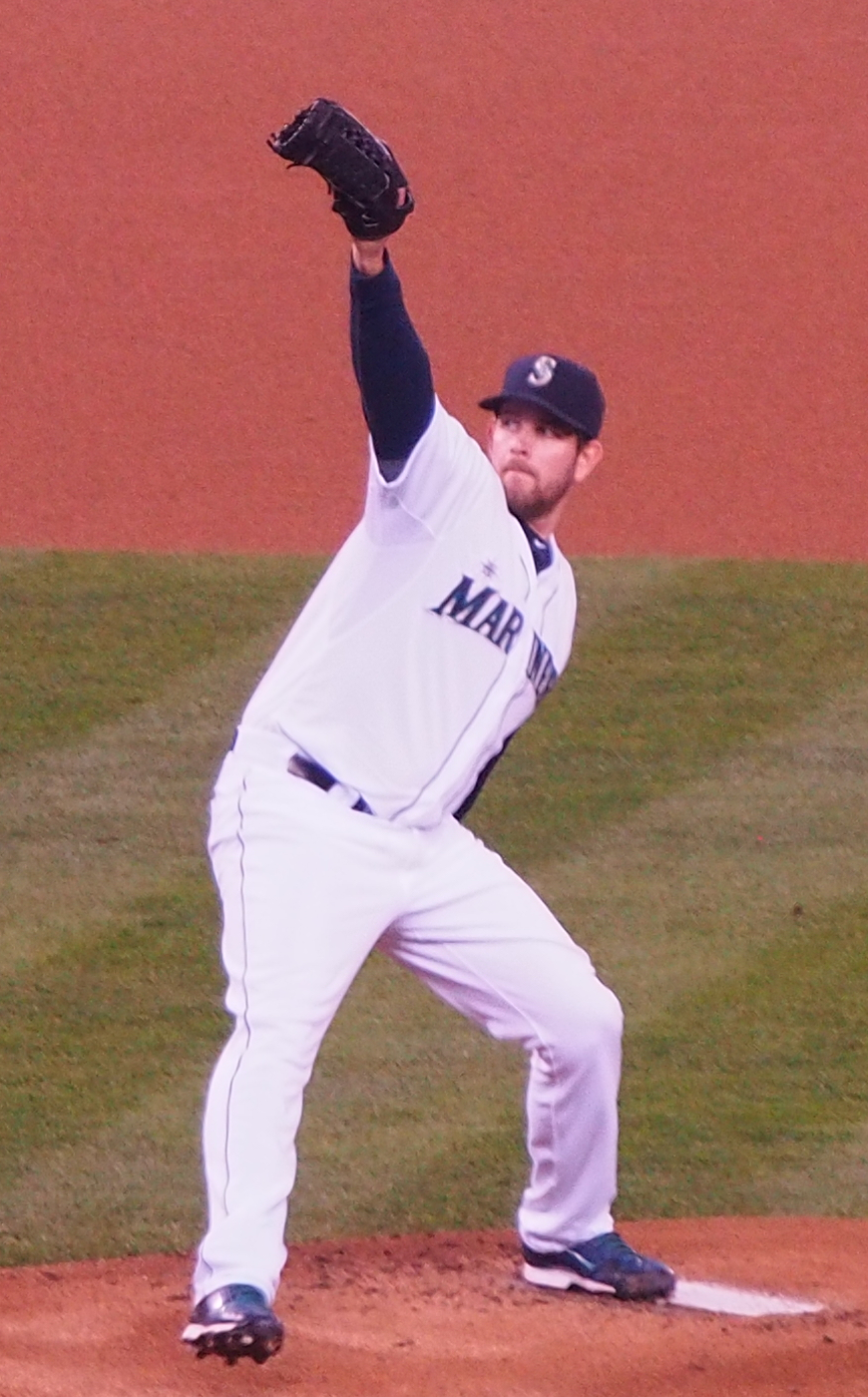
Paxton nel 2014

Paxton fu scelto dai Toronto Blue Jays nel primo giro del draft MLB 2009 non firmando però con la squadra. Nel giugno 2010 fu nuovamente scelto dai Seattle Mariners nel primo giro del draft 2010, firmando con la squadra il 4 marzo 2011. Dopo avere giocato nelle minor league, il 3 settembre 2013 fu promosso nella MLB. Disputò la sua partita d'esordio nella MLB il 7 settembre 2013, al Safeco Field di Seattle contro i Tampa Bay Rays, guadagnando la sua prima vittoria nel 6–2 dei Mariners. La sua annata si chiuse con un record di 3-0 in 4 gare come partente
Paxton iniziò la stagione 2014 nella rotazione dei Mariners ma dopo la prima partenza fu spostato in lista infortunati. La sua stagione vide solo 13 presenze a causa dei frequenti infortuni. Nel 2016, Paxton era in lizza per un posto nella rotazione dei partenti ma dopo una media PGL di oltre 9 negli allenamenti primaverili fu spostato nelle minor league. Fu richiamato qualche mese dopo in seguito all'infortunio di Félix Hernández.
Paxton iniziò la stagione 2017 con una media PGL di 0.00 nelle prime 3 gare da partente. Fu premiato come lanciatore dell'American League della settimana che andava dal 10 al 16 aprile in cui lanciò 15 inning senza subire punti, ottenendo due vittorie. Il 5 maggio 2017 fu inserito in lista infortunati per un problema a un avambraccio. Nel mese di luglio ebbe un bilancio di 6-0, condividendo con Adrián Beltré il premio di giocatore dell'AL della settimana dal 24 al 30 luglio e venendo premiato come lanciatore del mese della AL. Il 10 agosto, tuttavia, Paxton si strappò un muscolo del petto contro i Los Angeles Angels, tornando in lista infortunati. La sua annata si chiuse con un record di 12-5.
L'8 maggio 2018 Paxton lanciò un no-hitter a Toronto contro i Blue Jays, il primo giocatore della storia della franchigia a riuscirvi in trasferta e il primo giocatore canadese della MLB a riuscirvi in terra natale.
Il 19 novembre 2018 i Mariners scambiarono Paxton con i New York Yankees. Divenne free agent al termine della stagione 2020.
Il 18 febbraio 2021, Paxton firmò un contratto annuale del valore di 8.5 milioni di dollari con i Seattle Mariners. Il 6 aprile durante la sua prima apparizione stagionale, dovette abbandonare il gioco dopo ventiquattro lanci a causa di problemi al gomito sinistro. L'8 aprile gli venne comunicata la necessita di sottoporsi alla Tommy John surgery, intervento che venne eseguito a fine aprile, concludendo di fatto la sua stagione.
Il 1º dicembre 2021, Paxton firmò un contratto annuale del valore di 10 milioni di dollari con i Boston Red Sox. con un'opzione del club per la seconda e terza stagione.

## Palmarès
- Lanciatore del mese dell'American League: 1

luglio 2017
- Giocatore della settimana: 3

AL: 16 aprile e 30 luglio 2017, 13 maggio 2018